# Pombo-das-chatham
O Pombo das Chatham (Hemiphaga chathamensis), também chamado de parea, é uma ave endêmica das Ilhas Chatham na Nova Zelândia . Crescendo até 800g de peso e 55 cm de comprimento, o pombo da Ilha Chatham é intimamente relacionado ao kererū ou pombo da Nova Zelândia (Hemiphaga novaeseelandiae), a única outra espécie do gênero Hemiphaga.